# Château de Blaisy-Haut
Le château de Blaisy-Haut est une ancienne place-forte médiévale située  à Blaisy-Haut (Côte-d'Or) en Bourgogne-Franche-Comté .

## Localisation
Le château est situé à la pointe d'un éperon rocheux  à cent mètres au nord-ouest du village d'où il domine Blaisy-Bas et la RD 16g.

## Historique
Dès 942, le château de Blaisy est mentionné dans une charte du comte Gislebert et le château primitif daterait du XIe siècle. En 1328, Alexandre seigneur de Blaisy le tient en fief du duc. En 1425, Jean de Blaisy en hérite au décès de son père Hughes et de 1470 à 1486, il est rebâti par Claude II de Blaisy avant de passer par mariage dans la famille Rochechouard en 1508. Durant les guerres de Religion, la forteresse, qui passe successivement des troupes royales au duc de Nemours en 1592 puis aux ligueurs du baron de Vitteaux en 1593, est partiellement détruite. En 1603, elle est adjugée à Jean Jacquot, receveur général des finances en Bourgogne[réf. souhaitée].
Le château est restauré à la fin du XVIIe siècle et la baronnie est érigée en marquisat en 1695 au bénéfice d'Antoine Joly de Blaisy, président du Grand Conseil. Le 16 mars 1751, un incendie ravage le château dont la reconstruction est entreprise en 1772. En 1794, c'est encore « une ancienne citadelle défendue de trois côtés par des rochers inaccessibles, et du quatrième par deux larges fossés avec pont-levis flanqué de deux grosses tours. Il est entouré de murs avec des créneaux. Le château proprement dit consiste en un bâtiment de 95 pieds de long sur 26 de large avec rez-de-chaussée, premier étage, caves et greniers ». En 1869, Adolphe Joanne ne signale plus que les « ruines pittoresques du château de Blaisy »[réf. souhaitée].

## Architecture
Le château de Blaisy est constitué de deux cours successives orientées sud-est/nord-ouest.

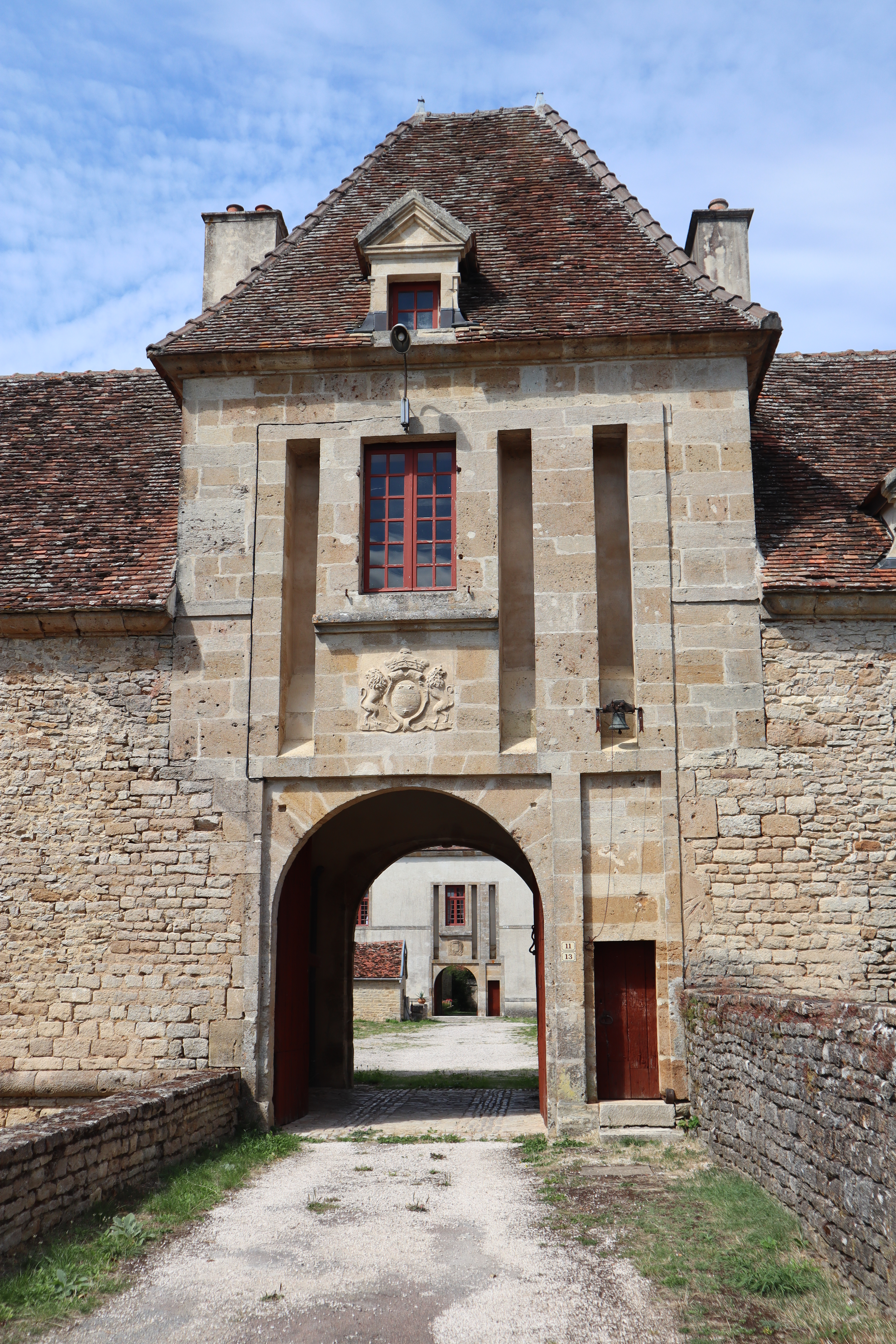
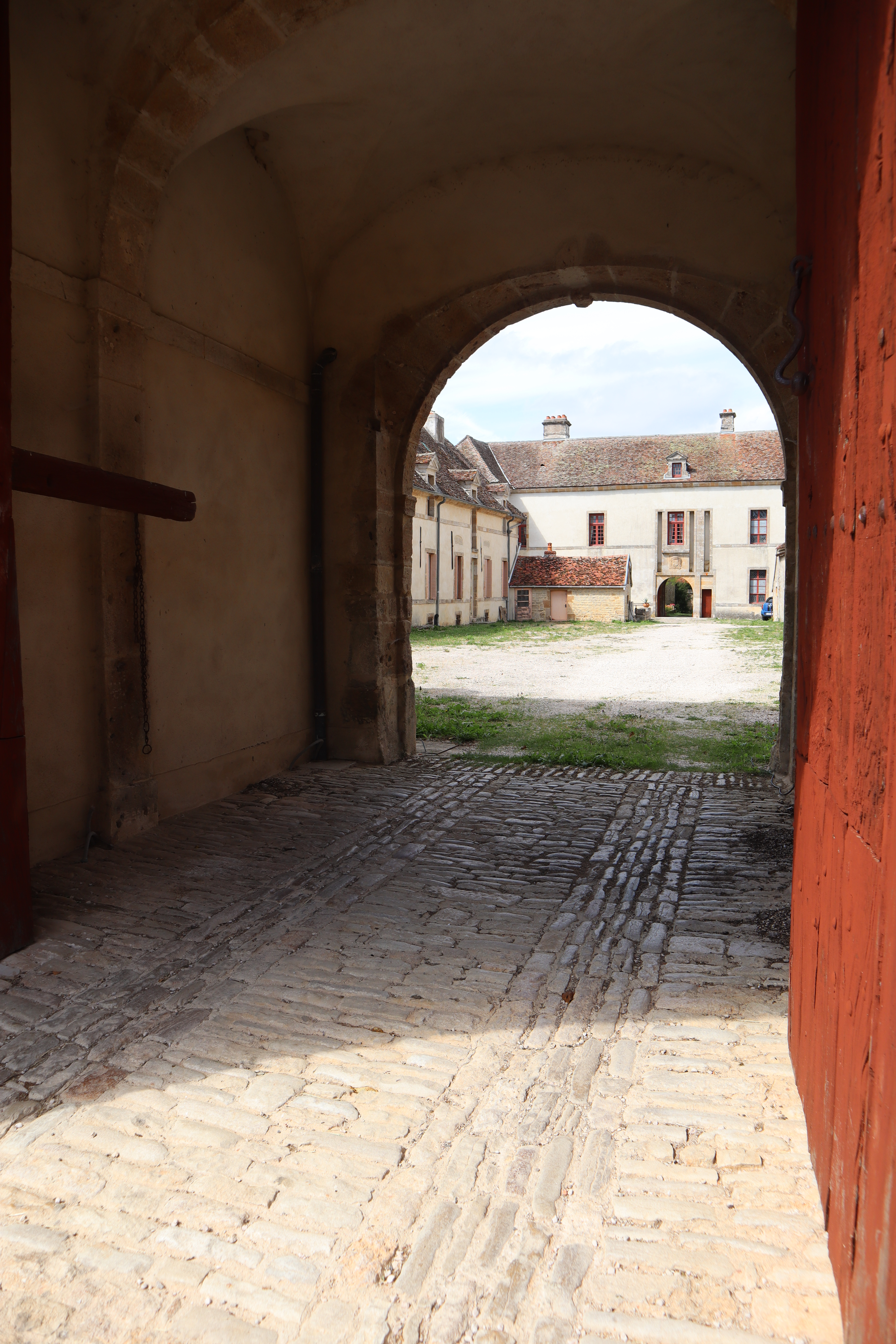
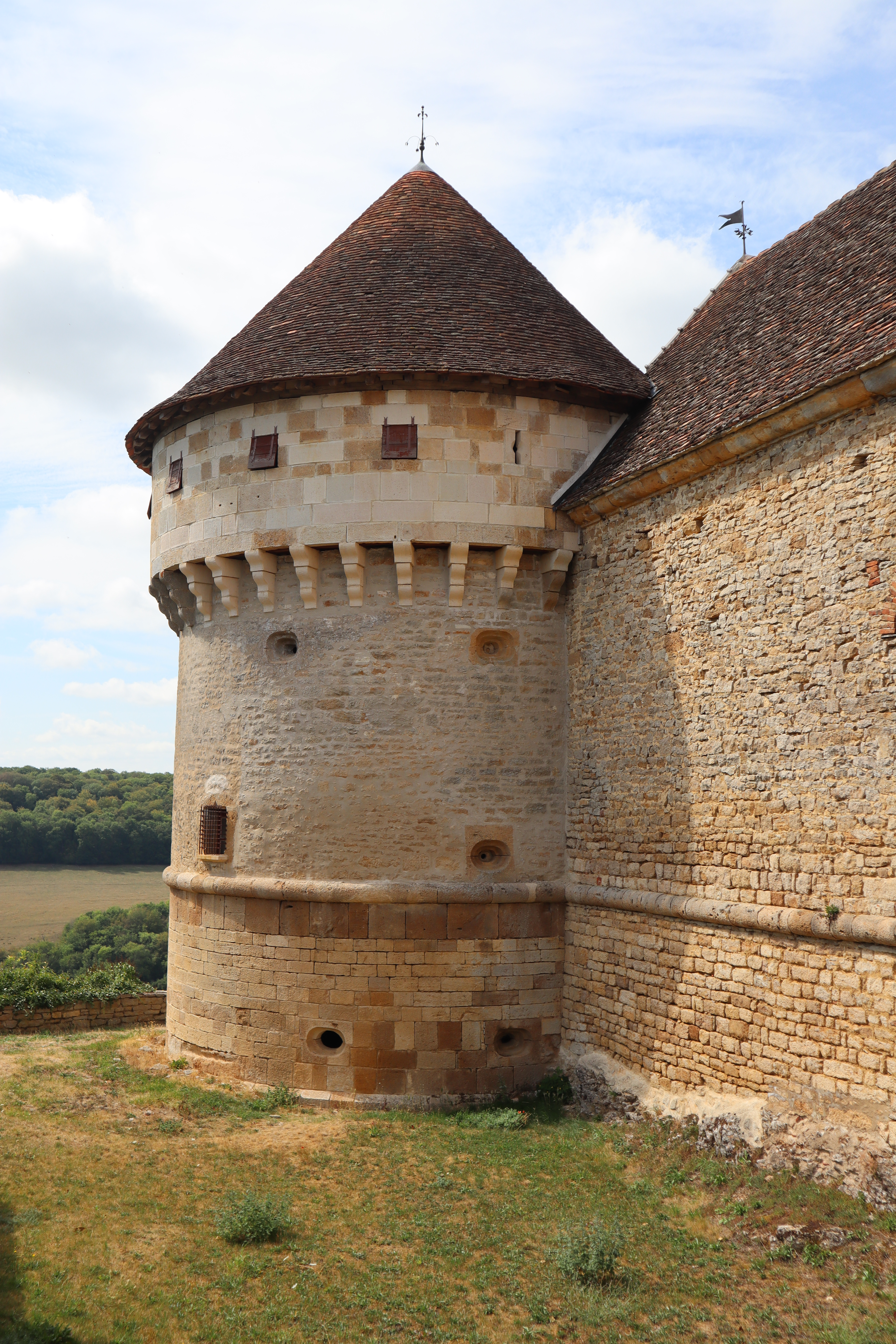

La cour sud est précédée d'un bâtiment à un étage qui barre l'éperon, ouvert en son centre par une tour-porche avec porte charretière et porte piétonne portant le millésime de 1679. Ce bâtiment est flanqué sur son angle sud-ouest d’une tour ronde hors-œuvre garnie, de trois canonnières. Sur l'angle sud-est, une tour symétrique a disparu après 1829. La cour est fermée à l'est et à l'ouest par deux bâtiments ; le bâtiment occidental est flanquée d'une tourelle demi-hors-œuvre semi-circulaire sur sa façade externe[réf. souhaitée].
Sur le triangle effilé de la pointe, la cour nord construite sur les vestiges de l'ancien château est également barrée par un bâtiment avec deux courtes ailes en retour d'angle et pont-levis central. Les fossés qui précédaient les deux pont-levis ont été comblés entre 1762 et 1829. Les murs  gardent la trace de plusieurs tours carrées demi-hors-œuvres qui flanquaient le château primitif et demeure encore, sur la courtine orientale, les traces d'une chapelle gothique[réf. souhaitée].